# Каза
Каза (арап. قضاء) је била нижа административна јединица у Османском царству. Османско царство је од 1864. било подељено на вилајете, вилајети на санџаке а сваки санџак се састојао од више каза. Каза је била мања територијална јединица величине среза а састојала се од још нижих јединица нахија. Казом је управљао кајмакам, а судску власт је вршио кадија. 

## Етимологија
Каза је турцизам. У српском језику каза значи „срез“.